# جرج گرین (بازیکن فوتبال، زاده ۱۹۹۶)
جرج گرین (انگلیسی: George Green؛ زادهٔ ۲ ژانویهٔ ۱۹۹۶) بازیکن فوتبال اهل بریتانیا است.
از باشگاه‌هایی که در آن بازی کرده‌است می‌توان به باشگاه فوتبال ترانمره راورز، باشگاه فوتبال اولدهام اتلتیک، باشگاه فوتبال اورتون، و باشگاه فوتبال برنلی اشاره کرد.
وی همچنین در تیم‌های ملی فوتبال England national under-16 football team، زیر ۱۷ سال انگلستان، و England national under-16 football team بازی کرده‌است.